# El Asintal
El Asintal – miasto na południowym zachodzie Gwatemali, w departamencie Retalhuleu. Według danych szacunkowych z 2012 roku liczba mieszkańców wynosiła 11 427 osób.
El Asintal leży w odległości około 13 km na północny zachód od stolicy departamentu – miasta Retalhuleu. W odległości około 45 km na wschód od El Asintal przebiega granica państwowa z meksykańskim stanem Chiapas.
El Asintal leży na wysokości 370 m n.p.m. u podnóża gór Sierra Madre de Chiapas. Jest to rejon bardzo aktywny sejsmicznie. Niedaleko przebiega przechodzący w poprzek Gwatemali uskok Montagua, oddzielający płytę karaibską od płyty północnoamerykańskiej. Takie położenie sprawia, że trzęsienia ziemi o sile ponad 4 stopni w skali Richtera zdarzają się w każdym miesiącu. 

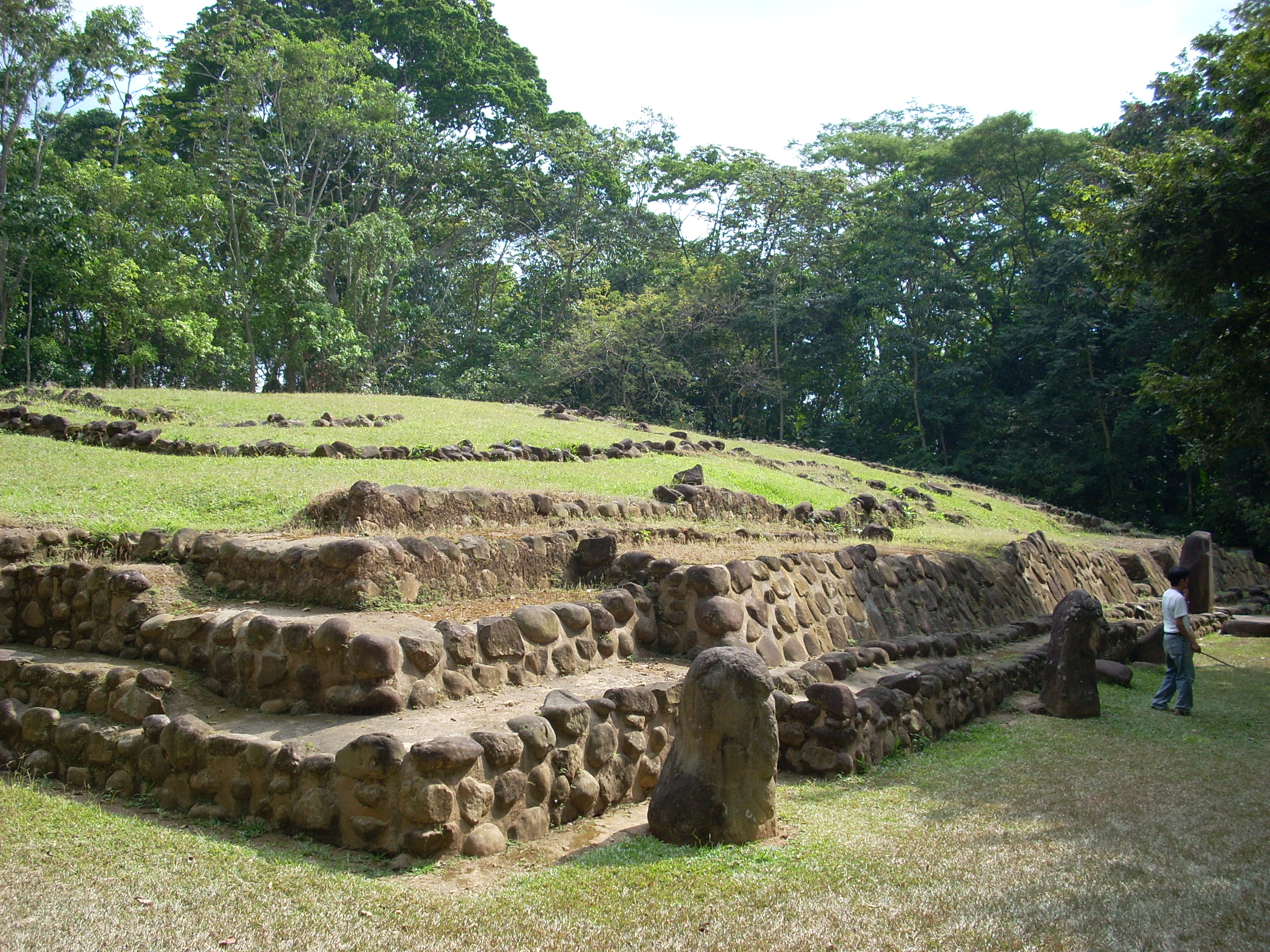
Jedna ze struktur odkrytych w Takalik Abaj

W odległości około 6 km na północ od El Asintal, przy drodze do Colomba w departamencie Quetzaltenango, znajdują się ruiny Takalik Abaj (jęz. majański – Tak´alik Ab´aj). Jest to stanowisko archeologiczne cywilizacji prekolumbijskich z okresu preklasycznego i klasycznego rozwoju Mezoameryki. Najstarsze budowle pochodzą z co najmniej IX wieku p.n.e., a ostatnie z około X wieku n.e.
Początkowo było to prawdopodobnie jedno z centrów kultury Olmeków, jednak ze względu na podobieństwo do Tikál, leżącego w departamencie Petén, oraz do Quiriguá w departamencie Izabal, uważa się, że później było to jedno z centrów kultury Majów.

## Gmina El Asintal
Miasto jest siedzibą władz gminy o tej samej nazwie, która jest jedną z dziewięciu gmin w departamencie. W 2012 roku gmina liczyła 40 238 mieszkańców.
Gmina jak na warunki Gwatemali jest nieduża, a jej powierzchnia obejmuje 112 km². Mieszkańcy gminy utrzymują się z rolnictwa i turystyki. Najważniejszymi uprawami są  kukurydza, kawy, kakao, fasoli i innych strączkowych, arbuzy i trzcina cukrowa oraz tropikalne drzewa owocowe: mango, pomarańcze, mandarynki, cytryny, pigwice, papaje, banany oraz  tamaryndowiec.
Klimat gminy jest równikowy, według klasyfikacji Wladimira Köppena, należy do klimatów tropikalnych monsunowych (Am), z wyraźną porą deszczową występującą od maja do października. Średnie roczne opady zawierają się w przedziale pomiędzy 2000 a 3500 mm, natomiast temperatura między 20 a 34 °C. Większość terenu pokryta jest dżunglą.